# حصن کیفا
حِصن کَیفا (به لاتین: Hasankeyf، به ارمنی: Հարսնքվ، به سریانی: ܚܣܢܐ ܕܟܐܦܐ ، به یونانی: Κιφας، به کردی: Heskîf‎) شهری باستانی در کرانهٔ رودخانهٔ دجله واقع در استان باتمان در جنوب ترکیه است.

## تاریخچه
در زمان امپراتوری بیزانس این شهر مرکز یک ناحیهٔ اسقف‌نشین بود. حصن کیفا در ۶۴۰م. به دست اعراب افتاد. در سدهٔ چهارم تحت سیطرهٔ حمدانیان قرار گرفت. در سدهٔ دوازدهم مرکز آل ارتق بود. حصن کیفا دوران طلایی خود را در این دوره و در زمان سلسلهٔ ایوبیان پشت سر گذاشت. شهر در ۱۲۶۰م. توسط مغولان غارت شد. بعداً جایگاه تابستانی آق‌قویونلوها شد و در ۱۵۱۵م. به دست عثمانیها افتاد.

## ریشهٔ لغوی «حصن کیفا»
واژهٔ حصن کیفا به صورت حصن کیبا، حصن کیف، حسنکیفا، رأس کیفا، حسن کیف، کیفاس و کیف نیز ضبط شده‌است. حِصن به معنای قلعه و دژ و کیفا یا کیبا به معنای صخره است. یاقوت حموی اصل واژهٔ کیفا را ارمنی دانسته است. بدلیسی در روایتی بانی قلعه را شخصی به نام کیف ابن طالون معرفی کرده‌است و شاید از همین رو قعله را حصن کیف نامیدند.

## جمعیت
مردم این شهر از حیث نژادی عمدتاً کرد، آشوری و عرب هستند. گفته شده در زمان نسل‌کشی آشوری‌ها در جنگ جهانی اول، این شهر خسارات زیادی دید.

## یادکرد
1. ↑  "Area of regions (including lakes), km²". Regional Statistics Database. Turkish Statistical Institute. 2002. Retrieved 2013-03-05.
2. ↑  "Population of province/district centers and towns/villages by districts - 2012". Address Based Population Registration System (ABPRS) Database. Turkish Statistical Institute. Retrieved 2013-02-27.
3. 1 2 3  ویکی‌پدیای انگلیسی
4. 1 2  دائرةالمعارف اسلامی